# Jim Cronin
James Michael „Jim“ Cronin (* 15. November 1951 in Yonkers, New York; † 17. März 2007 in Manhattan, New York City) war ein US-amerikanischer Tierschützer und Gründer von Monkey World, einer Rettungsstation für Affen in der Nähe von Wool, Dorset, England. In Monkey World befindet sich derzeit eine der größten Primatengruppen außerhalb Afrikas und Asiens. Die Rettungsstation arbeitet mit zahlreichen Tierschutzorganisationen und Regierungsstellen zusammen, um durch internationale Vereinbarungen dem illegalen Handel mit Affen/Primaten aus Afrika und Asien ein Ende zu setzen.

## Leben
Jim Cronin wurde 1951 in Yonkers, Bundesstaat New York, als Sohn eines Gewerkschafters geboren. Schon als Kind war Cronin von der Tierwelt fasziniert und erwarb erste Kenntnisse aus einschlägigen Büchern und Filmdokumentationen. Nach dem Schulabschluss nahm er kein Studium auf, sondern bereiste zunächst die USA und nahm Gelegenheitsjobs an, bevor er Ende der 70er Jahre als Tierpfleger in einem Zoo in der Bronx, New York arbeitete. Sein Engagement für Tiere fiel der Leitung des Zoos auf und man riet ihm zu einer Bewerbung bei John Aspinall, dem Direktor des Howletts Zoos, in Kent, England. Dort arbeitete er erstmals schwerpunktmäßig mit Menschenaffen/Primaten.
1987 erwarb er mit einem Kredit von 25 000 Pfund, den er von der britischen Regierung erhielt, eine 65 acre große Farm in der Nähe von Wool, Dorset, Süd-England und baute mit Monkey World – Ape Rescue Centre – eine große Rettungsstation/Freigehege für Affen auf. 
Nach und nach rüstete er jeweils zwei Acre große Gehege mit Klettergerüsten aus. Unmittelbarer Anlass war die Rettung einer Gruppe junger Schimpansen, die an spanischen Badestränden als Fotomodelle für Touristenfotos missbraucht wurden. Dafür wurden sie teilweise brutal gefügig gemacht, pharmakologisch ruhiggestellt und mit Kleidungsstücken vermenschlicht. Im Alter von 4 bis 5 Jahren wurden sie meist getötet, weil sie spätestens dann unkontrollierbar waren. Cronin überzeugte die spanischen Behörden, den Fotografen die physisch und psychisch angeschlagenen Schimpansen zu entziehen. In seiner Rettungsstation konnten sich die Tiere von den Misshandlungen erholen.
1993 lernte Jim Cronin, Alison Ames, eine amerikanische Biologin und Anthropologin kennen, die in Cambridge promoviert hatte (PhD).
Sie war nach England gekommen, um sich Monkey World anzusehen.
Kurze Zeit darauf heirateten sie und ergänzten sich als Team - Jim Cronin mit mehr praktischen Fähigkeiten und Dr. Alison Cronin mit der dazu passenden akademischen Ausbildung.
Ursprünglich befanden sich in Monkey World nur die aus Spanien geretteten Schimpansen.
Doch das änderte sich schnell aufgrund zahlreicher weiterer Rettungsmaßnahmen, die Alison und Jim Cronin dann gemeinsam durchführten, und der Tierbestand wuchs beständig an.
Die Cronins haben Affen aus allen möglichen Situationen gerettet. Affen, die in einer türkischen Fernsehsendung dazu gezwungen wurden, Zigarren zu rauchen. Affen, denen drohte von thailändischen Kick-Boxern totgetrampelt zu werden. Affen, die als Haustiere misshandelt wurden, und vieles mehr.
Monkey World arbeitet eng mit Tierschutz-Organisationen und ausländischen Regierungen zusammen, um dem illegalen Handel von Affen aus Afrika und Asien ein Ende zu setzen, und hat schon zahlreiche Primaten gerettet, die in Versuchslaboratorien, im Zirkus, als Haustiere oder für die Werbung missbraucht und misshandelt wurden.
In Asien kooperiert man mit dem Pingtung Rescue Centre for Endangered Wild Animals, um zu verhindern, dass Gibbons und Orang-Utans gefangen und als Haustiere gehalten und misshandelt werden. Hier führte man zahlreiche undercover-Ermittlungen durch, um illegalen Tierhandel aufzudecken.
Heute leben in Monkey World mehr als 160 gerettete Affen aus 14 Ländern der Erde, die insgesamt 16 verschiedenen Arten angehören. Die Station ist eine der größten und bedeutendsten dieser Art.
Es gibt eine Krankenstation, wo die meisten der notwendigen medizinischen Untersuchungen und – falls nötig – auch Operationen durchgeführt werden können. Zwei Veterinäre, einer davon Spezialist für Primaten, kümmern sich um das Wohl der Tiere.
Die Mitglieder des Teams von Monkey World sind als Experten für die Gesundheit und die Rehabilitation von Primaten international anerkannt.
Schimpansen, Orang-Utans, Krallenaffen, Lemuren, verschiedene Arten von Gibbons, Wollaffen haben hier ein neues Zuhause gefunden und es wird versucht, die einzelnen/vereinzelten Schimpansen wieder in eine größere Gruppe (Herde) zu integrieren. Ebenso beteiligt man sich an zahlreichen Nachzuchtprogrammen, u. a. für Gibbons, Wollaffen und Orang-Utans.
Darüber hinaus ist Monkey World eines der beliebtesten Ausflugsziele in England mit über 500.000 Besuchern jährlich.
Cronin war zutiefst davon überzeugt, dass Affen/Primaten weder domestiziert, noch abgerichtet, noch als Haustiere gehalten werden sollten. Vehement verurteilte er den Einsatz von Affen in Film und Fernsehen, vor allem in der Werbung.
„The adverts have been damaging to chimpanzees […] They made it acceptable to use chimps for entertainment.“
(dt.: „Werbung hat den Schimpansen außerordentlich großen Schaden zugefügt […] Erst die Werbung hat es als akzeptabel erscheinen lassen, Schimpansen für die Unterhaltung zu gebrauchen.“)
Dass sich Film und Fernsehen dagegen durchaus sinnvoll nutzen lässt, zeigen die zahlreichen TV-Filme mit denen die Cronins
auf das Schicksal misshandelter Affen aufmerksam machten.
Insbesondere durch die fortlaufende TV-Serie Monkey Business des Senders Animal Planet hat Monkey World in der Öffentlichkeit zunehmende Beachtung gefunden.
In der TV-Serie Monkey Business, von der mittlerweile die 9. Staffel fertiggestellt wurde, sind die zahlreichen Rettungsversuche und undercover-Ermittlungen der Cronins vor allem in Europa und in Asien während der letzten 10 Jahre dokumentiert.
Im Jahre 2006 wurden Dr. Alison Cronin und Jim Cronin für ihr großes Engagement für die bedrohte Tierwelt von Elisabeth II. mit dem Titel MBE (Member of the British Empire) ausgezeichnet.
Am 20. März 2007 wurde bekannt, dass am Samstag, dem 17. März 2007 Jim Cronin im Cabrini Medical Center, Manhattan, New York City im Alter von 55 Jahren an Leberkrebs gestorben ist.
Seine Witwe, Dr. Alison Cronin, und das Team von Monkey World haben anlässlich von Jim Cronins Tod erklärt:
„Monkey World will carry on with Alison at the forefront. We will make sure it is Jim’s lasting legacy.“ (dt.: „Monkey World wird seine Arbeit mit Alison an der Spitze fortsetzen und Jims Vermächtnis bewahren.“)